# Galaktyka aktywna

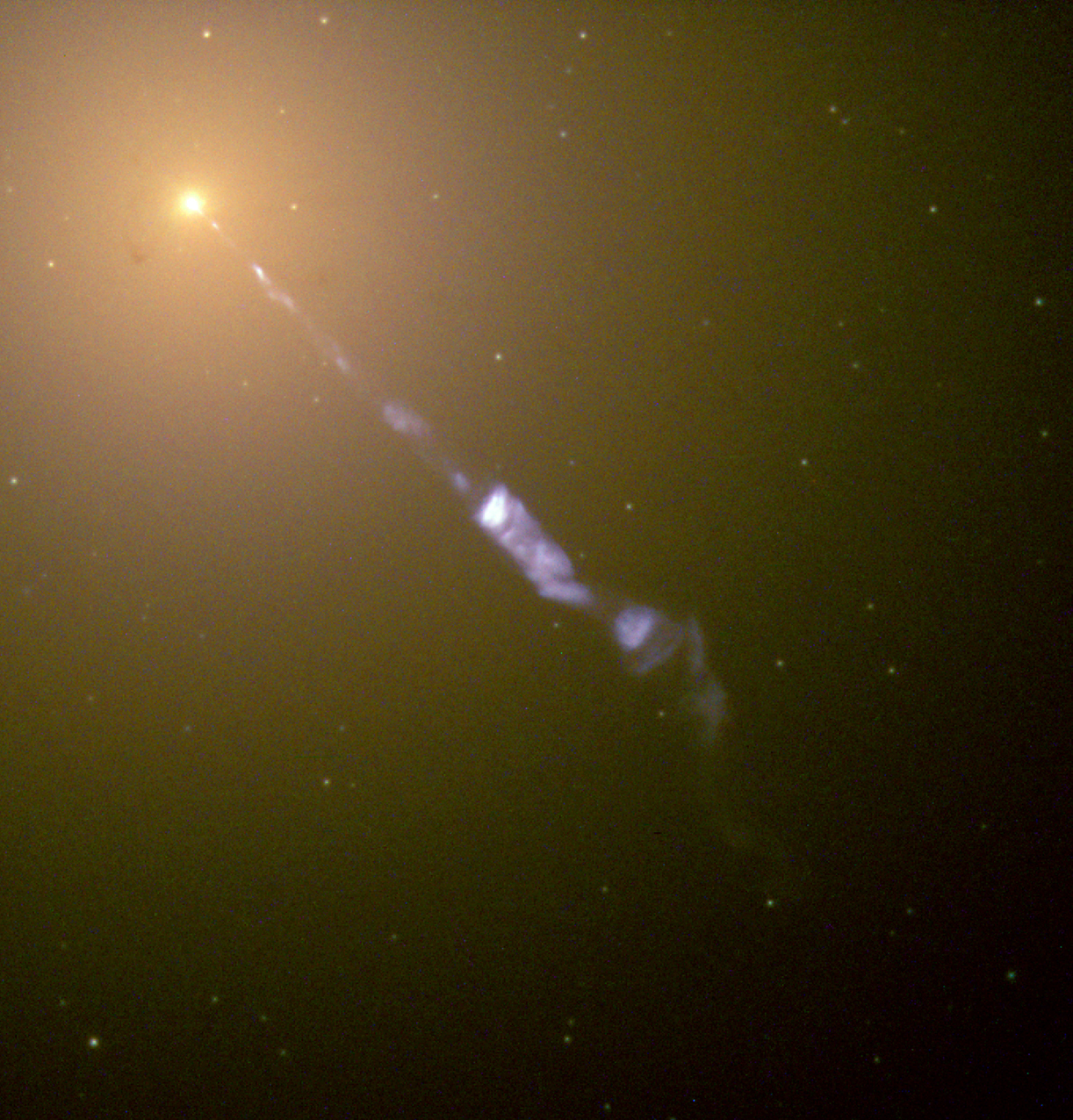
Messier 87 - przykład galaktyki aktywnej

Galaktyka aktywna – galaktyka, której jądro emituje duże ilości energii nie pochodzącej z jej normalnych składników, czyli: gwiazdy, pył i gaz międzygwiazdowy. Ta część energii, zależnie od typu galaktyki aktywnej, może być emitowana w szerokim zakresie widma elektromagnetycznego jako podczerwień, fale radiowe, ultrafiolet, promieniowanie rentgenowskie oraz promieniowanie gamma.
Aktywność galaktyki jest wynikiem procesów zachodzących w jej jądrze, stąd często wymiennie używa się określenia „aktywne galaktyki” i „aktywne jądra galaktyk”, szczególnie w języku angielskim (Active galaxies oraz Active Galactic Nuclei, w skrócie AGN). W części aktywnych galaktyk obserwuje się dżety – strugi materii mogące rozciągać się na bardzo duże odległości, zasilając tym samym rozległe struktury (np. radiogalaktyki, kwazary). Jednakże we wszystkich przypadkach aktywne jądro lub centralny „silnik” jest fundamentalnym źródłem energii.
Standardowy model zakłada, że energia wytwarzana jest podczas opadania materii na supermasywną czarną dziurę o masie 105 - 1010 {\displaystyle M_{\odot }} (mas Słońca) (Vestergaard i in., 2008; Ghosh i in. 2008). Moment pędu jest przyczyną, dla której materia opadając spłaszcza się do dysku akrecyjnego. Dyssypacja energii prowadzi do silnego grzania, powodując że materia ta staje się gorącą plazmą. Zjonizowana i poruszająca się plazma może być źródłem silnego pola magnetycznego powstającego poprzez mechanizm dynama magnetohydrodynamicznego. 
Wydaje się, że kiedy czarna dziura pochłonie cały pył i gaz z otaczającej przestrzeni, wtedy aktywne jądro galaktyczne przestaje emitować duże ilości promieniowania i galaktyka przestaje być aktywna. Potwierdzeniem tego modelu zdają się być supermasywna czarna dziura, która znajduje się w centrum Drogi Mlecznej, oraz inne czarne dziury w pobliskich galaktykach. Wyjaśnia to w dość dobry sposób, dlaczego kwazary wydają się być bardziej powszechne we wczesnym Wszechświecie, gdy było dostępne znacznie więcej paliwa.
Model ten również wyjaśnia istnienie różnych typów jąder galaktycznych, które wydają się być takimi samymi źródłami. Fakt, że wydają się różne, wynika z różnych kątów, pod jakimi obiekty te są obserwowane, oraz od ilości gazu i pyłu dostępnego jako paliwo dla czarnej dziury.

## Typy aktywnych galaktyk
Wyróżnia się wiele typów galaktyk aktywnych, a dyskusja wśród specjalistów nad klasyfikacją tych obiektów i przyczyn obserwowanej różnorodności nie jest jeszcze zakończona.
Obecnie wydaje się, że obserwowane własności aktywnej galaktyki zależą w decydującym stopniu od trzech parametrów: kąta widzenia, jasności oraz radiowej głośności. Jest to ogromny sukces wielu prób unifikacji obiektów, czyli znajdowania przyczyn, dla których występują dramatyczne obserwowane różnice pomiędzy poszczególnymi aktywnymi galaktykami. Klasyfikacje obiektów przeprowadza się dla każdego z tych trzech parametrów niezależnie.

### Radiowa głośność
Około 10 procent aktywnych galaktyk jest zdecydowanie jaśniejsza w zakresie radiowym niż pozostałe, nazywane w związku z tym radiowo cichymi. Formalnym parametrem opisującym radiową głośność jest stosunek strumienia promieniowania w zakresie fal radiowych do strumienia promieniowania w zakresie optycznym (barwa V). Badanie rozkładu wartości tych parametrów w bardzo dużej próbce obiektów (White et al. 2007)
wykazuje, że ok. 90 procent galaktyk ma radiową głośność w granicach od 0 do 10 (typowa wartość to około 2), po czym 10 procent obiektów ma wartości sięgające z niemal równomiernym rozkładem aż do koło 1000.
Do klasy galaktyk radiowo głośnych należą blazary (czyli radiowo głośne kwazary oraz lacertydy i radiogalaktyki. Także niektóre galaktyki Seyferta, a dokładniej ich podklasa NLS1 są radiowo głośne.
Radiogalaktyki są heterogeniczną grupą obiektów emitujących promieniowanie radiowe. Większość z nich posiada duże symetryczne płaty, z których pochodzi duża część promieniowania radiowego. Niektóre z nich posiadają dżet bądź dżety (jedna z najbardziej znanych to gigantyczna galaktyka M87 w Gromadzie w Pannie) wychodzące wprost z jądra i podążające do płatów. Spowodowane jest to w głównej mierze zależnością od pozostałych parametrów (jasność i kąt obserwacji), znaczenie może mieć także wiek obiektu.

### Kąt obserwacji – występowanie szerokich linii emisyjnych
Widma promieniowania większości aktywnych galaktyk charakteryzują się występowaniem silnych linii emisyjnych. Wśród tych linii wyróżniono dwa podstawowe typy: wąskie linie emisyjne i szerokie linie emisyjne. Część obiektów ma w swoich widmach promieniowania zarówno linie wąskie, jak i szerokie, natomiast część obiektów charakteryzuje występowanie tylko wąskich linii emisyjnych. Obszary aktywnego jądra, z których pochodzą te linie, określa się odpowiednio mianem obszaru szerokich linii emisyjnych i obszaru wąskich linii emisyjnych. Ponieważ poszerzenie linii jest wynikiem ruchu świecącego gazu (efekt Dopplera), a prędkość gazu w polu grawitacyjnym centralnej czarnej dziury jest tym większa im bliżej czarnej dziury gaz się znajduje, to obszar szerokich linii emisyjnych jest położony bliżej czarnej dziury niż obszar wąskich linii emisyjnych. Początkowo nie było wiadomo, czemu część obiektów nie ma obszaru szerokich linii emisyjnych. Dopiero praca Antonucciego i Millera (1985) wykazała, że jest to efektem przesłaniania obszarów centralnych przez pierścieniowaty torus pyłowy wtedy, gdy obserwator widzi obiekt pod dużym kątem do osi symetrii. 
Zatem z punktu widzenia kąta obserwacji obiekty dzielimy na:
- obiekty typu 1 (z szerokimi liniami emisyjnymi i nieprzesłoniętym widokiem obszarów centralnych aktywnego jądra)
- obiekty typu 2 (bez szerokich linii emisyjnych).

Do typu 1 zalicza się niemal wszystkie kwazary, galaktyki Seyferta typu 1 oraz radiogalaktyki z szerokimi liniami emisyjnymi. Do typu 2 należą nieliczne kwazary, galaktyki Seyferta typu 2 oraz radiogalaktyki z wąskimi liniami emisyjnymi. 
Być może w przypadku galaktyk słabo aktywnych istnieją obiekty typu 2, w których brak obszaru szerokich linii emisyjnych nie wynika z przesłaniania przez pył, ale z rzeczywistego braku tego obszaru w związku z brakiem chłodnego dysku akrecyjnego w wewnętrznych obszarach. Jest to obecnie przedmiotem badań.
W obiektach radiowo głośnych ze względu na występowanie wąskiego relatywistycznie poruszającego się dżetu kąt obserwacji ma jeszcze większe znaczenie niż w obiektach radiowo cichych. Obiekty obserwowane pod bardzo małym kątem to blazary.

### Jasność (tempo akrecji) w stosunku do masy centralnej czarnej dziury
Decydujący wpływ na przebieg zjawiska akrecji ma także jasność aktywnej galaktyki w stosunku do masy jej czarnej dziury. Stosunek jasności obiektu do jasności Eddingtona ma związek z gęstością opadającej materii i jej możliwością chłodzenia. Z tego punktu widzenia aktywne galaktyki można podzielić na trzy klasy:
- galaktyki silnie aktywne - o stosunku jasności do jasności Eddingtona bliskim 1. Do tej grupy należą przede wszystkim kwazary, a także niektóre galaktyki Seyferta (tak zwane NLS1). W obiektach tych akrecja zasadniczo zachodzi za pośrednictwem chłodnego dysku akrecyjnego
- galaktyki średnio aktywne - o stosunku jasności do jasności Eddingtona ok. 0,01. Do tej grupy należą galaktyki Seyferta i część radiogalaktyk. W obiektach tych występuje chłodny dysk akrecyjny, ale najprawdopodobniej nie rozciąga się do bezpośrednich okolic czarnej dziury. W bezpośredniej bliskości czarnej dziury dysk ulega rozerwaniu, a powstaje gorąca optycznie cienka plazma.
- galaktyki słabo aktywne - o stosunku jasności do jasności Eddingtona poniżej 0,0001. W obiektach takich chłodny dysk może w ogóle nie występować. Badanie słabo aktywnych galaktyk jest jednak trudne obserwacyjnie właśnie ze względu na małą jasność ich jąder i trudności w oddzieleniu emisji jądra od emisji gwiazd galaktyki. Klasa ta właściwie łączy się pośrednio z klasą galaktyk nieaktywnych, takich jak Droga Mleczna.

Historycznie obiekty dzielono nie ze względu na stosunek jasności do jasności Eddingtona, ale na możliwość obserwacji galaktyki macierzystej, czyli na kwazary oraz galaktyki. Postęp technik obserwacyjnych rozmył tę granicę (na przykład Kosmiczny Teleskop Hubble’a pozwolił na obserwacje galaktyk macierzystych najbliższych kwazarów, w tym 3C 273). Z drugiej strony klasyfikowanie według stosunku jasności do jasności Eddingtona jest trudniejsze, ponieważ wymaga określenia jasności całkowitej oraz widma promieniowania w szerokim zakresie (optycznym i rentgenowskim) lub określenia masy czarnej dziury.

## Wybrane galaktyki aktywne
NGC 1068, NGC 1275, NGC 1365, NGC 2110, NGC 2992, NGC 3227, NGC 3783, NGC 4051, NGC 4151, NGC 4395, NGC 5252, NGC 5506, NGC 5548, NGC 6300, NGC 7469, Messier 87